# Generalplan
Generalplan är i Finland ett instrument med vilket en kommun kan styra samhällsstrukturen och markanvändningen samt samordna funktioner i en eller flera kommuner. Om uppgörandet av generalplan stadgas i 36 § markanvändnings- och bygglagen. I en generalplan anges principerna för den eftersträvade utvecklingen och anvisas nödvändiga områden till grund för den detaljerade planläggningen och annan planering samt byggande och övrig markanvändning. 
En generalplan godkänns av kommunfullmäktige och kan också utarbetas i etapper eller delområden (delgeneralplan). Kommunen kan för utarbetandet utfärda byggförbud och åtgärdsbegränsningar för högst fem år, detta kan på olika grunder förlängas upp till 15 år. När generalplan utarbetas bör man sträva efter att i första hand utnyttja den befintliga samhällsstrukturen, att behovet av bostäder och tillgången till service beaktas samt att det ges möjligheter till en trygg, sund och för olika befolkningsgrupper balanserad livsmiljö och verksamhetsbetingelser för kommunens näringsliv. Vidare bör trafikens behov tillgodoses och energiförsörjning, vatten och avlopp samt avfallshantering ordnas på ett ändamålsenligt och med tanke på miljön, naturtillgångarna och ekonomin hållbart sätt. Man bör även sträva efter att befintliga miljöolägenheter minskas, att byggd miljö, landskap och naturvärden värnas och att det reserveras tillräckligt med rekreationsområden. Generalplanen uppgörs i form av en karta med därtill hörande beskrivning. Under planeringsskedet bör alla berörda myndigheter verka i samråd, och planförslaget bör framläggas till offentligt påseende.